# Manuscrits de Dunhuang

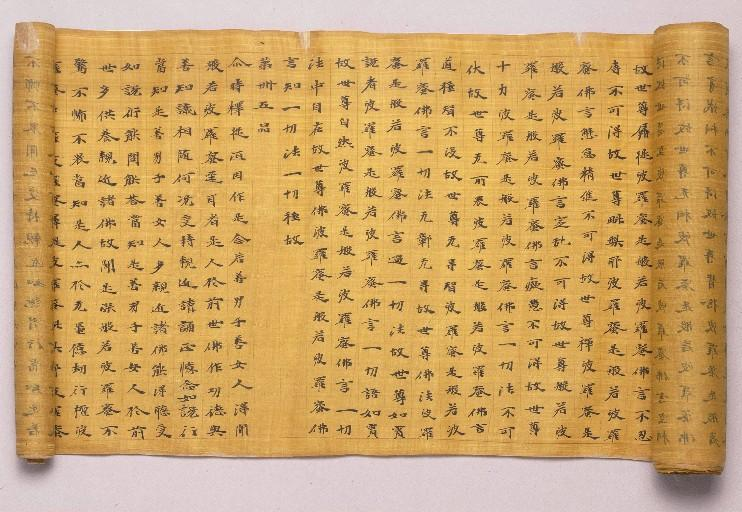
Rotlle manuscrit en seda del segle V aC. Sūtra de La gran virtut de la Saviesa trobat a les coves de Mogao

Els manuscrits de Dunhuang són una col·lecció d'importants documents religiosos i seculars descoberts a les coves de Mogao de Dunhuang, República Popular de la Xina, a principis del segle xx. Els manuscrits, originats entre el segle v i principis del segle xi, inclouen obres que van de la història i les matemàtiques a les cançons populars i danses. Molts dels manuscrits religiosos són budistes, però també n'hi ha d'altres religions incloent el taoisme, cristianisme, nestorianisme i el maniqueisme. La majoria dels manuscrits són escrits en xinès pero també hi són representats el kothanès, sànscrit, sogdià, tangut, tibetà, uigur o hebreu. Els manuscrits són un recurs important per als estudis acadèmics en una àmplia varietat de camps, incloent història, estudis religiosos i lingüística.

## Història
Els documents van ser descoberts pel monjo taoista Wang Yuanlu el 25 de juny de 1900. Des de 1907 va començar a vendre'ls a exploradors occidentals, entre ells a Aurel Stein i Paul Pelliot. Exploradors russos i japonesos també van adquirir col·leccions de manuscrits. En gran part a causa dels esforços de l'erudit Luo Zhenyu, la majoria dels manuscrits xinesos restants van ser portats a Pequín i ara es troben a la Biblioteca Nacional de la Xina. Diversos milers de folis de manuscrits tibetans van ser deixats a Dunhuang i ara es troben en diversos museus i biblioteques de la regió. Aquells que van ser comprats per acadèmics occidentals són avui conservats en institucions d'arreu del món, com la Biblioteca Britànica i la Nacional de França. Tots els manuscrits estan sent digitalitzats pel Projecte Internacional Dunhuang, i s'hi pot accedir gratuïtament en el seu lloc web. El projecte fou creat l'any 1994.

## Els estudis dels manuscrits de Dunhuang

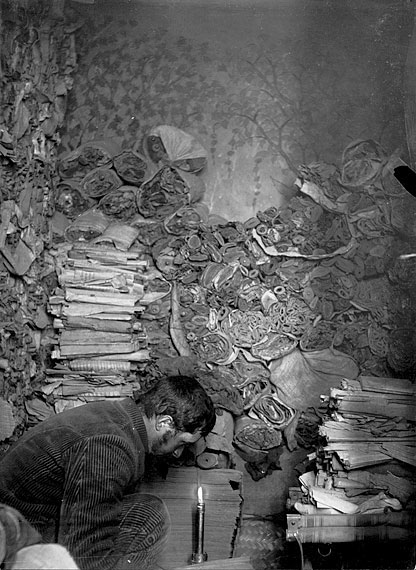
Paul Pelliot examinant manuscrits de la cova biblioteca el 1908

Encara que la majoria dels estudis utilitzen els manuscrits de Dunhuang per abordar els problemes en àrees com la història i estudis religiosos, alguns han abordat qüestions sobre la procedència i la importància relativa dels mateixos manuscrits. Diverses raons s'han suggerit per a la col·locació dels manuscrits a la cova biblioteca i el seu segellament. Aurel Stein va suggerir que els manuscrits eren «rebuigs sagrats», una explicació que va trobar el favor dels estudiosos posteriors, incloent Fujieda Akira. Més recentment, s'ha suggerit que la cova funcionava com a magatzem d'una biblioteca monàstica budista, encara que això ha estat qüestionat. La raó per al segellament de la cova també ha estat objecte d'especulació. Una hipòtesi popular, suggerida per primera vegada per Paul Pelliot, és que la cova va ser tancada per protegir els manuscrits davant l'adveniment d'una invasió de l'exèrcit Xi-xia, i els estudiosos posteriors van suggerir l'alternativa que es va segellar pel temor d'una invasió per part de la dinastia Qarakhànida turca, que mai no va succeir.